# Kanton Millau-Ouest
Millau-Ouest is een voormalig kanton van het Franse departement Aveyron dat deel uitmaakte van het arrondissement Millau. Door het decreet van 21 februari 2014 werden op 22 maart 2015 beide kantons van Millau opgeheven en is de stad herverdeeld over twee nieuwe kantons: Millau-1 en Millau-2. Met de overige gemeenten van het kanton Millau-Ouest en een deel van de stad werd het kanton Millau-1 gevormd.

## Gemeenten
Het kanton Millau-Ouest omvatte de volgende gemeenten:
| Gemeente                    | Inwoners (1999) |
| --------------------------- | --------------- |
| Comprégnac                  | 215             |
| Creissels                   | 1501            |
| Millau (deels, hoofdplaats) | 13.628          |
| Saint-Georges-de-Luzençon   | 1301            |